# 가모가와 저지대 단층대

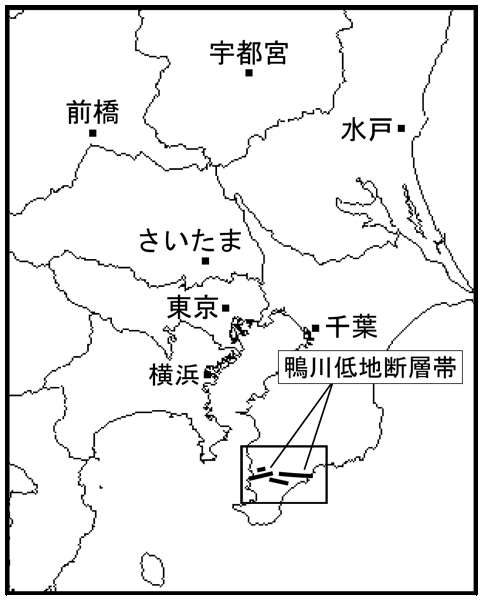
가모가와 저지대 단층대의 위치를 그린 지도.

가모가와 저지대 단층(일본어: 鴨川低地断層帯 かもがわていちだんそうたい[*])은 일본 지바현 남부 보소반도에 있는 총길이 25km의 단층대이다. 지바현 가모가와시 아와군에서 토미아야마까지 동서로 쭉 이어저 있다. 일본 활단층 분류에서 기존에 발생한 지진의 정보가 부족해 지진 발생 여부를 알 수 없는 X급 단층대로 분류되어 있다.
가모가와 저지대 단층은 지바현 가모가와시에서 미나미보소시까지 잇는 가모가와 저지대 남단층(鴨川地溝帯南断層) 및 이 단층과 평행하게 뻗어 있는 소규모 단층들을 묶어 부른다. 단층 남쪽이 북쪽으로 융기하는 단층대이다. 하지만 과거에 활동한 기록이 불분명하며 활단층인지에 대해서도 논란이 많은 단층이다. 특히 '단층' 모양의 지형이 존재하긴 하지만 단층 활동 모습을 보는 활동이 보이지 않다. 다만 보소 반도 남부는 간토 지진 당시 일어난 융기로 만들어진 하안단구가 존재하는데 가모가와시 지역의 여러 단층 지형은 가모가와 저지대 단층대의 활동이 겐로쿠 지진과 겹쳐 만들어진 것이라고 주장하는 연구자들도 있다.

## 지진 발생 확률
일본 지진조사연구추진본부는 지형, 지질상 가모가와 저지대 단층대의 과거 활동 내역이나 현재의 지질 활동을 알 수 없어 지진 발생 확률을 계산하지 않고 있으나, 눈에 띄는 단층대를 쭉 이었을 때 만일 이 단층대가 동시에 움직인다면 최대 규모 M7.2의 지진이 일어날 수 있다고 보고 있다.
| 구역                   | 지진 종류  | 2022년 1월 1일 기준 | 2022년 1월 1일 기준    |
| 구역                   | 지진 종류  | 규모(M)             | 30년 내 발생 확률      |
| ---------------------- | ---------- | ------------------- | ---------------------- |
| 가모가와 저지대 단층대 | 직하형지진 | M7.2 정도           | 알 수 없음 (자료 부족) |

## 같이 보기
- 미나미칸토 직하지진